# Inseminació artificial

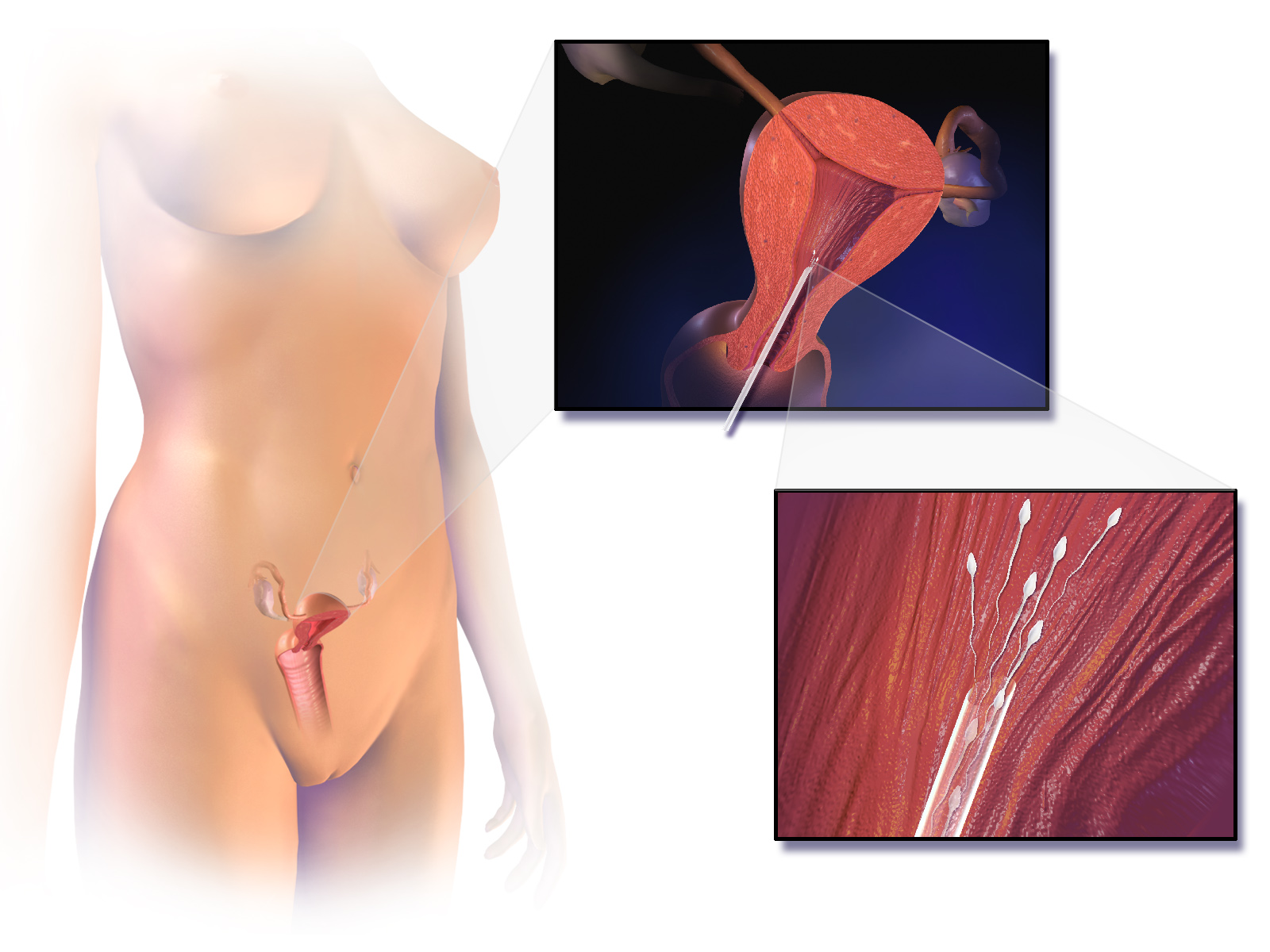
Inseminació artificial

La inseminació artificial (IA) és el procés biotecnològic pel qual els espermatozoides es posen en el tracte reproductiu d'una dona o femella amb el propòsit que quedi embarassada. En l'espècie humana la IA s'utilitza com una tècnica tant per tractar la infertilitat com per permetre l'embaràs sense tenir parella gràcies, en aquest segon cas, a un donant d'esperma. En aquest cas la mare també ho és des del punt de vista genètic i el donant n'és genèticament el pare.
En aquest procediment l'esperma fresc, recentment ejaculat, o bé una esperma descongelada és col·locada en la cèrvix (inseminació intracervical) o en l'úter (inseminació intrauterina) amb mitjans artificials. Les tècniques modernes de la inseminació artificial en humans van ser desenvolupades primer en la ramaderia, sembla que ja els sumeris aplicaven aquestes tècniques en ovelles i ases (els seus dos tipus de ramats principals). Els àrabs ja practicaven la inseminació artificial en els seus ramats de cavalls al segle xiv.

## Humans

### Història
El primer cas registrat d'inseminació artificial va ser el de John Hunter el 1790, que va ajudar a embarassar la dona d'un drapaire de lli. El primer cas reportat d'inseminació artificial per donant va ocórrer el 1884: William H. Pancoast, un professor de Filadèlfia, va prendre esperma del seu estudiant "més guapo" per inseminar una dona anestesiada sense el seu coneixement. El cas va ser publicat 25 anys després en una revista mèdica. El banc d'esperma es va desenvolupar a Iowa a partir de la dècada del 1950 en una investigació duta a terme pels investigadors de la facultat de medicina de la Universitat d'Iowa, Jerome K. Sherman i Raymond Bunge.
Al Regne Unit, l'obstetra britànica Mary Barton va fundar una de les primeres clíniques de fertilitat a oferir inseminació amb donants a la dècada del 1930, i el seu marit Bertold Wiesner va tenir centenars de fills.
A la dècada del 1980, ocasionalment s'utilitzava la inseminació intraperitoneal directa (DIPI), on els metges injectaven espermatozoides a la part inferior de l'abdomen a través d'un forat o incisió quirúrgica, amb la intenció que trobessin l'ovòcit a l'ovari o després d'entrar al tracte genital a través de l'osti de la trompa de Fal·lopi.

### Pacients i donants de gàmetes
Hi ha múltiples mètodes que s'utilitzen per obtenir el semen necessari per a la inseminació artificial, i els espermatozoides utilitzats en la inseminació artificial poden ser proporcionats per la parella del pacient receptor o per un donant d'esperma la identitat del qual es coneix o desconeix.
Les tècniques d'inseminació artificial s'utilitzaven originalment per ajudar les parelles heterosexuals a concebre quan tenien dificultats, però amb l'avanç de les tècniques en aquest camp, en particular la ICSI, l'ús de la inseminació artificial per a aquestes parelles s'ha tornat en gran manera innecessari. No obstant això, encara hi ha raons per les quals una parella podria buscar la inseminació artificial utilitzant el semen de la parella masculina. En el cas d'aquestes parelles, abans de recórrer a la inseminació artificial com a solució, els metges requeriran un examen tant de l'home com de la dona implicats per tal d'eliminar qualsevol obstacle físic que els impedeix aconseguir un embaràs de manera natural, inclosos qualsevol factor que impedeixi a la parella tenir relacions sexuals satisfactòries. A la parella també se li fa una prova de fertilitat per determinar la motilitat, el nombre i la viabilitat dels espermatozoides de l'home i l'èxit de l'ovulació de la femella. A partir d'aquestes proves, el metge pot recomanar o no una forma d'inseminació artificial. Els resultats de les investigacions poden, per exemple, mostrar que el sistema immunitari de la dona pot estar rebutjant els espermatozoides de la seva parella com a molècules invasores. Les dones que tenen problemes amb el coll uterí, com ara cicatrius cervicals, bloqueig cervical per endometriosi o moc cervical espès, també es poden beneficiar de la inseminació artificial, ja que els espermatozoides han de passar pel coll uterí per provocar la fecundació.

### Barreres per a pacients i donants
Alguns països tenen lleis que restringeixen i regulen qui pot donar esperma i qui pot rebre inseminació artificial. Algunes dones que viuen en una jurisdicció que no permet la inseminació artificial en les circumstàncies en què es troben poden viatjar a una altra jurisdicció que ho permeti. En comparació amb la inseminació natural, la inseminació artificial pot ser més cara i més invasiva, i pot requerir assistència professional.